# Fahrenheit 11/9
Fahrenheit 11/9 is een Amerikaanse documentaire uit 2018. Het is een vervolg op Fahrenheit 9/11 uit 2003 en geeft een kritische kijk op het presidentschap van Donald Trump. De film ging in première op 6 september op het internationaal filmfestival van Toronto en werd op 20 september uitgebracht in bioscopen. Hoewel de film goede recensies ontving wist hij maar net winst te maken in de bioscopen. De titel slaat op de datum 9 november 2016 toen Donald Trump tot een ieders verrassing, ook die van zijn entourage, tot president bleek te zijn verkozen.
In deze film vergelijkt Moore Donald Trump een op een met Adolf Hitler. Hij gebruikt hiervoor historische filmopnamen van Hitlers toespraken, echter niet met Hitlers stem, maar met Trumps stem. Later volgt ook nog de brand in de Reichstag in 1933, wat wederom een op een vergeleken wordt met Trumps voortzetting van de presidentscampagne voor 2020, ingezet direct na zijn verkiezing in november 2016. 